# 平時望
平 時望（たいら の ときもち）は、平安時代前期から中期にかけての公卿。桓武平氏高棟流、中納言・平惟範の長男。官位は従三位・中納言。

## 経歴
寛平7年（895年）に周防権介に初任。寛平9年（897年）に醍醐天皇の即位に伴い従五位下に叙爵される。
昌泰3年（900年）左京亮に任ぜられて京官に復帰した後、民部大輔・大蔵少輔・左衛門権佐・大蔵権大輔などを歴任する。延喜16年（916年）権右少弁に転じると、延喜17年（917年）正五位下、延喜18年（918年）右少弁、延喜19年（919年）左少弁、延喜21年（921年）従四位下と醍醐朝中期は弁官を務めながら順調に昇進した。延喜23年（923年）には皇太子・慶頼王の春宮亮を兼ねるが、延長3年（925年）慶頼王が薨去したために春宮亮を解かれている。その後も、延長5年（927年）蔵人頭、延長6年（928年）従四位上・右大弁と醍醐朝末にかけて要職を歴任し、延長8年（930年）弟の伊望に遅れること3年にして参議に任ぜられて公卿に列した。ここで時望は従四位上・参議となり官位面で伊望に追いつくが、伊望は承平2年（932年）正四位下に昇叙され再び差をつけられてしまう。
朱雀朝では議政官として左右大弁・修理大夫などを兼帯し、承平4年（934年）正月に正四位下に叙せられ再び伊望に追いつくが、伊望は3月に正四位上、12月に従三位・中納言に叙任され、三度差をつけられる。承平7年（937年）時望は大弁を務めた功労として、上位の参議5名（源清蔭・源是茂・藤原伊衡・橘公頼・藤原当幹）を越えて従三位・中納言に叙任され、三度伊望に追いついた。翌承平8年（938年）3月25日薨去。享年62。最終官位は中納言従三位。

## 人物
勅撰歌人として、和歌作品が『後撰和歌集』に1首採録されている。

## 官歴
『公卿補任』による。
- 寛平4年（892年） 11月10日：聴雑袍
- 寛平7年（895年） 2月17日：周防権介
- 寛平9年（897年） 7月13日：従五位下（御即位陽成院御給）
- 昌泰3年（900年） 8月20日：左京亮
- 延喜4年（904年） 2月26日：民部少輔
- 延喜8年（908年） 正月7日：従五位上。8月28日：大蔵少輔
- 延喜10年（910年） 5月9日：左衛門権佐
- 延喜15年（915年） 6月25日：大蔵権大輔（或いは大蔵大輔）
- 延喜16年（916年） 3月28日：権右少弁
- 延喜17年（917年） 正月7日：正五位下
- 延喜18年（918年） 正月12日：右少弁。3月28日：兼造東大寺講堂長官
- 延喜19年（919年） 正月28日：左少弁
- 延喜21年（921年） 正月7日：従四位下。1月30日：修理大夫
- 延喜23年（923年） 4月29日：兼春宮亮（皇太子・慶頼王）。6月27日：昇殿
- 延長2年（924年） 2月1日[2]：兼信濃権守
- 延長3年（925年） 1月30日：兼伊予守。6月：解春宮亮（春宮薨去）
- 延長5年（927年） 2月9日：蔵人頭、大夫亮伊予守如元
- 延長6年（928年） 正月7日：従四位上。6月9日：右大弁、修理大夫如元
- 延長8年（930年） 正月29日：参議、右大弁・修理大夫如元
- 承平元年（931年） 日付不詳：兼讃岐権守
- 承平3年（933年） 10月24日：兼左大弁
- 承平4年（934年） 正月7日：正四位下
- 承平7年（937年） 3月8日：従三位、中納言（大弁労）
- 承平8年（938年） 3月25日：薨去（中納言従三位）[3]

## 系譜
- 父：平惟範
- 母：人康親王の娘
- 妻：藤原元姫 - 藤原菅根の娘
  - 男子：平珍材
- 生母不明の子女
  - 男子：平真材（900-968）
  - 女子：平寛子 - 典侍、冷泉天皇乳母